# Arén
Arén (aragónul: Arén de Noguera, katalánul: Areny de Noguera) település Spanyolországban, Huesca tartományban. Arén Tremp, Puente de Montañana, Monesma y Cajigar, Isábena, Veracruz és Sopeira községekkel határos. Lakosainak száma 306 fő (2024).

## Népesség
A település lakosságának változását az alábbi diagram mutatja:
| Lakosok száma | 385  | 364  | 337  | 320  | 359  | 314  | 321  | 313  | 318  | 306  |
|               | 2001 | 2004 | 2006 | 2009 | 2011 | 2014 | 2016 | 2019 | 2021 | 2024 |